# Goemon: The Freedom Fighter
Pour les articles homonymes, voir Goemon.
Pour plus de détails, voir Fiche technique et Distribution.
Goemon: The Freedom Fighter (五右衛門, Goemon) est un film japonais réalisé par Kazuaki Kiriya, sorti en 2009.
Il met en scène les aventures de Ishikawa Goemon, un ninja du folklore japonais. Sorte de Robin des Bois japonais, il vole les riches pour distribuer aux pauvres.

## Synopsis
Goemon est un ninja qui vole les riches pour distribuer l'argent aux pauvres. Alors qu'il va voler une boîte qui semble vide, Goemon va s'attirer les foudres de Hideyoshi Toyotomi et entrer dans un complot visant à la conquête du pouvoir de l'empire japonais du XVIe siècle.

## Fiche technique
- Titre : Goemon: The Freedom Fighter
- Titre original : 五右衛門 (Goemon?)
- Réalisation : Kazuaki Kiriya
- Scénario : Kazuaki Kiriya et Tetsurō Takita
- Musique : Akihiko Matsumoto
- Producteurs : Kazuaki Kiriya et Takashige Ichise
- Distribution : Shōchiku (Japon) - Warner Bros.
- Photo : Kazuaki Kiriya
- Pays :  Japon
- Langue : Japonais
- Durée : 128 min
- Dates de sortie[1] :
  - Japon : 1er mai 2009
  - France : 14 mai 2009 (Festival de Cannes)

## Distribution
- Yōsuke Eguchi : Goemon Ishikawa
- Takao Ōsawa : Saizo Kirigakure
- Ryōko Hirosue : Chacha Asai
- Jun Kaname : Mitsunari Ishida
- Gori : Sasuke Sarutobi
- Mikijirō Hira : Sen no Rikyū
- Masatō Ibu : Ieyasu Tokugawa
- Tetsuji Tamayama : Matahachi
- Hashinosuke Nakamura : Nobunaga Oda
- Eiji Okuda : Hideyoshi Toyotomi
- Choi Hong Man : Gao
- Susumu Terajima : Hanzo Hattori
- Kazuaki Kiriya : Mitsuhide Akechi
- Takeru Satō : Kirigakure Saizō

## Bande originale
La bande originale de Goemon est sortie au Japon le 22 avril 2009 et distribuée par Columbia Music Entertainment. Les musiques du film ont été composées par Akihiko Matsumoto.
1. Goemon main theme ~reprise~
2. Opening
3. The thief
4. Zekkei
5. Goemon credit
6. A banquet
7. Music box
8. Goemon vs Saizo
9. Hanzo
10. Kagemusha
11. Gaou
12. Nobunaga
13. Cha Cha
14. Memories of Cha Cha and Goemon
15. Nobunaga's death
16. Execution of Rikyu
17. Farewell to Goemon
18. Destiny
19. The battle in Sekigahara
20. Goemon main theme ~full scored version~